# Tamus Chico
Tamus Chico es una localidad peruana ubicada en el distrito de Ayabaca, perteneciente a la provincia homónima del departamento de Piura, al norte del Perú. 

## Ubicación
Tamus Chico se ubica al norte de la provincia de Ayabaca, en el distrito de Ayabaca, en el departamento de Piura.

## Demografía
En 2017 Tamus Chico tenía una población de 6 habitantes.
| Gráfica de evolución demográfica de Tamus Chico entre 1993 y 2017 |
|                                                                   |
| Fuentes: Población 1993 (junto con Tamus Grande) y 2017           |